# アシタザノラスト
アシタザノラスト（Acitazanolast）は、化学伝達物質遊離抑制薬であり、点眼薬がアレルギー性結膜炎治療剤として用いられる。抗ヒスタミン効果はない。

## 効能・効果
アレルギー性結膜炎

## 副作用
主な副作用は、眼刺激 (0.32％)、眼瞼炎・眼瞼皮膚炎 (0.16％)、眼痛 (0.13％)、眼瞼浮腫 (0.13％)、結膜充血 (0.10％) である。

## 作用機序
肥満細胞刺激後の細胞内情報伝達系の初期反応のうち、細胞膜のフォスファチジルイノシトール代謝回転亢進および細胞内カルシウムイオン濃度上昇を抑制することにより、肥満細胞からのヒスタミン、血小板活性化因子（PAF）およびロイコトリエンB4・D4の遊離を抑制し、抗アレルギー作用を発揮する。—ゼペリン点眼液0.1％ インタビューフォーム、

## 参考資料
1. ↑  “KEGG DRUG: アシタザノラスト水和物”. www.kegg.jp. 2021年12月8日閲覧。
2. ↑  “acitazanolast”. drugcentral.org. 2021年12月8日閲覧。
3. 1 2  “ゼペリン点眼液0.1％ 添付文書”. www.info.pmda.go.jp. 2021年12月8日閲覧。
4. ↑  “ゼペリン点眼液0.1％ インタビューフォーム”. www.info.pmda.go.jp. 2021年12月8日閲覧。